# Gościeszynek
Gościeszynek – wieś w województwie kujawsko-pomorskim, w powiecie żnińskim, w gminie Rogowo.
W latach 1975–1998 miejscowość administracyjnie należała do województwa bydgoskiego. Według Narodowego Spisu Powszechnego (III 2011 r.) liczyła 100 mieszkańców. Jest osiemnastą co do wielkości miejscowością gminy Rogowo.